# 児童相談所の一覧
児童相談所の一覧は日本における児童相談所の一覧を示したものである。児童福祉法第12条に基づく都道府県の必置施設であり、また同法第59条の4第1項に基づき、政令指定都市においても必置施設となっているほか、中核市、児童相談所設置市（特別区を含む）も任意で設置が可能となっている。

## 都道府県が設置する児童相談所

### 北海道
- 中央児童相談所（札幌市中央区）
- 旭川児童相談所（旭川市）
  - 稚内分室（稚内市）
- 帯広児童相談所（帯広市）
- 釧路児童相談所（釧路市）
- 函館児童相談所（函館市）
- 北見児童相談所（北見市）
- 岩見沢児童相談所（岩見沢市）
- 室蘭児童相談所（室蘭市）
  - 苫小牧分室（苫小牧市）

### 青森県
- 中央児童相談所（青森市）
- 弘前児童相談所（弘前市）
- 八戸児童相談所（八戸市）
- 五所川原児童相談所（五所川原市）
- 七戸児童相談所（上北郡七戸町）
- むつ児童相談所（むつ市）

### 岩手県
- 福祉総合相談センター（盛岡市）
- 宮古児童相談所（宮古市）
- 一関児童相談所（一関市）

### 宮城県
- 中央児童相談所（名取市）
  - 黒川支所（富谷市）
- 東部児童相談所（石巻市）
  - 気仙沼支所（気仙沼市）
- 北部児童相談所（大崎市）

### 秋田県
- 秋田県子ども・女性・障害者相談センター児童女性相談部（中央児童相談所、秋田市）
- 北児童相談所（大館市）
- 南児童相談所（横手市）

### 山形県
- 福祉相談センター（山形市）
- 庄内児童相談所（鶴岡市）

### 福島県
- 中央児童相談（福島市）
- 県中児童相談（郡山市）
  - 白河相談室（白河市）
- 会津児童相談所（会津若松市）
  - 南会津相談室（南会津郡南会津町）
- 浜児童相談所（いわき市）
  - 南相馬相談室（南相馬市）

### 茨城県
- 福祉相談センター（水戸市）
  - 日立児童分室（日立市）
  - 鹿行児童分室（鉾田市）
- 土浦児童相談所（土浦市）
- 筑西児童相談所（筑西市）

### 栃木県
- 中央児童相談所（宇都宮市）
- 県南児童相談所（栃木市）
- 県北児童相談所（那須塩原市）

### 群馬県
- 中央児童相談所（前橋市）
  - 北部支所（渋川市）
- 西部児童相談所（高崎市）
- 東部児童相談所（太田市）

### 埼玉県
- 中央児童相談所（上尾市）
- 南児童相談所（川口市）
- 川越児童相談所（川越市）
- 所沢児童相談所（所沢市）
- 熊谷児童相談所（熊谷市）
- 越谷児童相談所（越谷市）
- 草加児童相談所（草加市）

### 千葉県
- 中央児童相談所（千葉市稲毛区）
- 市川児童相談所（市川市）
- 柏児童相談所（柏市）
- 銚子児童相談所（銚子市）
- 東上総児童相談所（茂原市）
- 君津児童相談所（君津市）

### 東京都
- 児童相談センター（新宿区）
- 北児童相談所（北区）
- 品川児童相談所（品川区）
- 練馬児童相談所（練馬区）
- 立川児童相談所（立川市）
- 江東児童相談所（江東区）
- 杉並児童相談所（杉並区）
- 小平児童相談所（小平市）
- 八王子児童相談所（八王子市）
- 足立児童相談所（足立区）
- 多摩児童相談所（多摩市）
- 町田児童相談所（町田市）

### 神奈川県
- 中央児童相談所（藤沢市）
- 平塚児童相談所（平塚市）
- 鎌倉三浦地域児童相談所（横須賀市）
- 小田原児童相談所（小田原市）
- 厚木児童相談所（厚木市）

### 新潟県
- 中央児童相談所（新潟市江南区）
- 長岡児童相談所（長岡市）
- 上越児童相談所（上越市）
- 新発田児童相談所（新発田市）
- 南魚沼児童相談所（南魚沼市）

### 富山県
- 富山児童相談所（富山市）
- 高岡児童相談所（高岡市）

### 石川県
- 中央児童相談所（金沢市）
- 七尾児童相談所（七尾市）

### 福井県
- 総合福祉相談所（福井市）
- 敦賀児童相談所（敦賀市）

### 山梨県
- 中央児童相談所（甲府市）
- 都留児童相談所（都留市）

### 長野県
- 中央児童相談所（長野市）
- 松本児童相談所（松本市）
- 飯田児童相談所（飯田市）
- 諏訪児童相談（諏訪市）
- 佐久児童相談所（佐久市）

### 岐阜県
- 中央子ども相談センター（岐阜市）
- 西濃子ども相談センター（大垣市）
- 中濃子ども相談センター（美濃加茂市）
- 東濃子ども相談センター（多治見市）
- 飛騨子ども相談センター（高山市）

### 静岡県
- 中央児童相談所（藤枝市）
- 賀茂児童相談所（下田市）
- 東部児童相談所（沼津市）
- 富士児童相談所（富士市）
- 西部児童相談所（磐田市）

### 愛知県
- 中央児童・障害者相談センター（名古屋市中区）
- 海部児童・障害者相談センター（津島市）
- 知多児童・障害者相談センター（半田市）
- 西三河児童・障害者相談センター（岡崎市）
- 豊田加茂児童・障害者相談センター（豊田市）
- 新城設楽児童・障害者相談センター（新城市）
- 東三河児童・障害者相談センター（豊橋市）
- 一宮児童相談センター（一宮市）
- 春日井児童相談センター（春日井市）
- 刈谷児童相談センター（刈谷市）

### 三重県
- 北勢児童相談所（四日市市）
- 鈴鹿児童相談所（鈴鹿市）
- 中勢児童相談所（津市）
- 南勢志摩児童相談所（伊勢市）
- 伊賀児童相談所（伊賀市）
- 紀州児童相談所（尾鷲市）

### 滋賀県
- 中央子ども家庭相談センター（草津市）
- 彦根子ども家庭相談センター（彦根市）
- 大津・高島子ども家庭相談センター（大津市）

### 京都府
- 家庭支援総合センター（京都市東山区）
- 宇治児童相談所（宇治市）
  - 京田辺支所（京田辺市）
- 福知山児童相談所（福知山市）

### 大阪府
- 中央子ども家庭センター（寝屋川市）
- 池田子ども家庭センター（池田市）
- 吹田子ども家庭センター（吹田市）
- 東大阪子ども家庭センター（東大阪市）
- 富田林子ども家庭センター（富田林市）
- 岸和田子ども家庭センター（岸和田市）

### 兵庫県
- 中央こども家庭センター（明石市）
  - 洲本分室（洲本市）
- 西宮こども家庭センター（西宮市）
  - 尼崎駐在（尼崎市）
- 川西こども家庭センター（川西市）
  - 丹波分室（丹波市）
- 姫路こども家庭センター（姫路市）
- 豊岡こども家庭センター（豊岡市）

### 奈良県
- 中央こども家庭相談センター（奈良市）
- 高田こども家庭相談センター（大和高田市）

### 和歌山県
- 子ども・女性・障害者相談センター（和歌山市）
- 紀南児童相談所（田辺市）
  - 新宮分室（新宮市）

### 鳥取県
- 中央児童相談所（鳥取市）
- 米子児童相談所（米子市）
- 倉吉児童相談所（倉吉市）

### 島根県
- 中央児童相談所（松江市）
  - 隠岐相談室（隠岐郡隠岐の島町）
- 出雲児童相談所（出雲市）
- 浜田児童相談所（浜田市）
- 益田児童相談所（益田市）

### 岡山県
- 中央児童相談所（岡山市北区）
- 倉敷児童相談所（倉敷市）
  - 井笠相談室（笠岡市）
  - 高梁分室（高梁市）
  - 高梁分室新見相談室（新見市）
- 津山児童相談所（津山市）

### 広島県
- 西部こども家庭センター（広島市南区）
- 東部こども家庭センター（福山市）
- 北部こども家庭センター（三次市）

### 山口県
- 中央児童相談所（山口市）
- 岩国児童相談所（岩国市）
- 周南児童相談所（周南市）
- 宇部児童相談所（宇部市）
- 下関児童相談所（下関市）
- 萩児童相談所（萩市）

### 徳島県
- 中央こども女性相談センター（徳島市）
- 南部こども女性相談センター（阿南市）
- 西部こども女性相談センター（美馬市）

### 香川県
- 子ども女性相談センター（高松市）
- 西部子ども相談センター（丸亀市）

### 愛媛県
- 福祉総合支援センター（松山市）
- 東予子ども・女性支援センター（新居浜市）
- 南予子ども・女性支援センター（宇和島市）

### 高知県
- 中央児童相談所（高知市）
- 幡多児童相談所（四万十市）

### 福岡県
- 福岡児童相談所（春日市）
- 久留米児童相談所（久留米市）
- 田川児童相談所（田川市）
- 大牟田児童相談所（大牟田市）
- 宗像児童相談所（宗像市）
- 京築児童相談所（豊前市）

### 佐賀県
- 中央児童相談所（佐賀市）
- 北部児童相談所（唐津市）

### 長崎県
- 長崎こども・女性・障害者支援センター（長崎市）
- 佐世保こども・女性・障害者支援センター（佐世保市）

### 熊本県
- 中央児童相談所（熊本市東区）
- 八代児童相談所（八代市）

### 大分県
- 中央児童相談所（大分市）
- 中津児童相談所（中津市）

### 宮崎県
- 中央児童相談所（宮崎市）
- 都城児童相談所（都城市）
- 延岡児童相談所（延岡市）

### 鹿児島県
- 中央児童相談所（鹿児島市）
- 大島児童相談所（奄美市）
- 大隅児童相談所（鹿屋市）

### 沖縄県
- 中央児童相談所（那覇市）
  - 八重山分室（石垣市）
  - 宮古分室（宮古島市）
- コザ児童相談所（沖縄市）

## 政令指定都市が設置する児童相談所

### 札幌市
- 札幌市児童相談所（札幌市中央区）

### 仙台市
- 仙台市児童相談所（仙台市青葉区）

### さいたま市
- さいたま市児童相談所（さいたま市浦和区）

### 千葉市
- 千葉市児童相談所（千葉市稲毛区）

### 横浜市
- 中央児童相談所（横浜市南区）
- 西部児童相談所（横浜市保土ケ谷区）
- 南部児童相談所（横浜市磯子区）
- 北部児童相談所（横浜市都筑区）

### 川崎市
- こども家庭センター（川崎市幸区）
- 中部児童相談所（川崎市高津区）
- 北部児童相談所（川崎市多摩区）

### 相模原市
- 相模原市児童相談所（相模原市中央区）

### 新潟市
- 新潟市児童相談所（新潟市中央区）

### 静岡市
- 静岡市児童相談所（静岡市葵区）

### 浜松市
- 浜松市児童相談所（浜松市中央区）

### 名古屋市
- 名古屋市中央児童相談所（名古屋市昭和区）
- 名古屋市西部児童相談所（名古屋市中川区）
- 名古屋市東部児童相談所（名古屋市緑区）

### 京都市
- 京都市児童相談所（京都市上京区）
- 京都市第二児童相談所（京都市伏見区）

### 大阪市
- 大阪市こども相談センター（大阪市中央区）
- 大阪市南部こども相談センター（大阪市平野区）

### 堺市
- 堺市子ども相談所（堺市堺区）

### 神戸市
- こども家庭センター（神戸市中央区）

### 岡山市
- 岡山市こども総合相談所（岡山市北区）

### 広島市
- 広島市児童相談所（広島市東区）

### 北九州市
- 子ども総合センター（北九州市戸畑区）

### 福岡市
- こども総合相談センター（福岡市中央区）

### 熊本市
- 熊本市児童相談所（熊本市中央区）

## 特別区が設置する児童相談所
- 港区児童相談所（港区）
- 世田谷区児童相談所（世田谷区）
- 中野区児童相談所（中野区）
- 荒川区子ども家庭総合センター（荒川区）
- 板橋区子ども家庭総合支援センター（板橋区）
- 江戸川区児童相談所（江戸川区）
- 豊島区児童相談所（豊島区）
- 葛飾区児童相談所（葛飾区）
- 品川区児童相談所（品川区）

## 中核市が設置する児童相談所
政令指定都市以外で児童相談所を設置する市町村は、児童福祉法施行令第45条の2により定められている。2025年4月1日現在、以下の4市が該当する。すべて中核市であり、政令指定都市でも中核市でもない児童相談所設置市は現時点ではない。
- 横須賀市児童相談所（神奈川県横須賀市）
- 金沢市児童相談所（石川県金沢市）
- 明石こどもセンター（兵庫県明石市）
- 豊中市児童相談所（大阪府豊中市）